# Stezka dřevěné architektury (Podkarpatské vojvodství)
Stezka dřevěné architektury v Podkarpatském vojvodství má délku 1202 km a je rozdělené do devíti tras.
Na podkarpatské části je 130 objektů, kde se nejčastěji vyskytují dřevěné pravoslavné cerkve. Nechybí však ani cenné historické kostely, venkovské stavby, usedlosti a objekty historické techniky. V roce 2003 byly zapsány na Seznam světového dědictví UNESCO dva objekty: kostel Všech svatých v Bliznu a kostel nanebevzetí Panny Marie v Haczowě; a další čtyři v roce 2013: cerkev svaté Paraskevy v Radruźu, cerkev Narození Přesvaté Bohorodičky v Chotynci, cerkev svatého Archanděla Michala ve Smolniku a cerkev svatého Archanděla Michala v Turzańsku.
Rozdělení stezky:
- Trasa č. I, krosensko–brzozowská – 134 km
- Trasa č. II, sanocko–dynowská – 80 km
- Trasa č. III, ustrzycko–leská – 118 km
- Trasa č. IV, sanocko–dukelská – 113 km
- Trasa č. V, přemyšelská – 67 km
- Trasa č. VI, lubaczowská – 189 km
- Trasa č. VII, řešovsko–jarosławská – 133 km
- Trasa č. VIII, jaselsko–dębicko–ropczycká – 136 km
- Trasa č. IX, tarnobřežsko–niská – 232 km

## Trasa č. I
| Fotografie | Objekt                                                             | Lokalita (místo)   | Vznik objektu              | Poznámka                                                                                           |
| ---------- | ------------------------------------------------------------------ | ------------------ | -------------------------- | -------------------------------------------------------------------------------------------------- |
|            | filiální kostel svatého Vojtěcha                                   | Krosno             | polovina 15. století       | |
|            | cerkev Nejsvětější Panny Marie Ochránkyně                          | Bonarówka          | 17. století                | |
|            | kostel Nanebevzetí Panny Marie                                     | Lutcza             | druhá polovina 15. století | |
|            | farní kostel svaté Barbory a Narození Panny Marie                  | Golcowa            | 15. století                | |
|            | kostel svatého Mikuláše                                            | Domaradz           | 15. století                | |
|            | farní kostel Neposkvrněného početí Panny Marie                     | Jasienica Rosielna | 1770                       | |
|            | farní kostel Všech Svatých                                         | Blizne             | polovina 15. století       | objekt zapsán na Seznam světového dědictví UNESCO                                                  |
|            | farní kostel svatého Stanislava                                    | Humniska           | polovina 15. století       | |
|            | farní kostel Panny Marie Čenstochovské                             | Jabłonka           | 1936                       | |
|            | stará fara                                                         | Dydnia             | 1917                       | |
|            | farní kostel Nanebevzetí Panny Marie                               | Jaćmierz           | polovina 17. století       | |
|            | komplex hospodářských budov                                        | Trześniów          | první polovina 19. století | |
|            | farní kostel Nanebevzetí Panny Marie a svatého Archanděla Michaela | Haczów             | první polovina 15. století | Nejstarší a největší dřevěný kostel v Polsku, objekt je zapsán na Seznam světového dědictví UNESCO |
|            | farní kostel svaté Markéty                                         | Targowiska         | 1736                       | |
|            | komplex lázeňských budov                                           | Rymanów-Zdrój      |                            | |
|            | farní kostel Narození Panny Marie a svatého Václava                | Królik Polski      | 1754                       | |
|            | řeckokatolická cerkev Zesnutí přesvaté Bohorodičky                 | Bałucianka         | 17. století                | |
|            | farní kostel svatého Michaela                                      | Klimkówka          | 1854                       | |
|            | filiální kostel Nalezení svatého Kříže a Ukřižovaného Ježíše       | Klimkówka          | 1868                       | |
|            | bývalý farní kostel svatého Iva a Matky Boží                       | Iwonicz-Zdrój      | 1895                       | |
|            | farní kostel Všech Svatých                                         | Iwonicz            | druhá polovina 15. století | |
|            | farní kostel svatého Bartoloměje                                   | Rogi               | 1600                       | |
|            | farní kostel svatého Archanděla Michaela                           | Wietrzno           | 1752                       | |
|            | kostel Všech Svatých                                               | Wrocanka           | 1770                       | |

## Trasa č. II
| Fotografie                  | Objekt                                                               | Lokalita (místo) | Vznik objektu              | Poznámka |
| --------------------------- | -------------------------------------------------------------------- | ---------------- | -------------------------- | --- |
|                             | Muzeum lidových staveb s kostelem svatého Mikuláše z Bączala Dolného | Sanok            |                            | Největší polský skanzen s kostelíkem z Bączala Dolného, který patří k nejcennějším dřevěným kostelům, a s pravoslavnými lemkovskými a bojkovskými cerkvemi |
|                             | farní řeckokatolická cerkev svaté Paraskevy                          | Hołuczków        | první polovina 19. století | |
|                             | farní řeckokatolická cerkev Proměny Páně                             | Siemuszowa       | 1841                       | |
|                             | farní řeckokatolická cerkev svatého Jana Křtitele                    | Tyrawa Solna     | 1837                       | |
|                             | zachovalé dřevěné stavby v okolí náměstí                             | Mrzygłód         |                            | |
|                             | řeckokatolická cerkev Chrám Panny Marie                              | Hłomcza          | 1859                       | |
|                             | řeckokatolická cerkev Narození Panny Marie                           | Łodzina          | 1743                       | |
|                             | soubor staveb: dvě cerkve, zvonice, fara a ohrada                    | Dobra            |                            | |
|                             | řeckokatolická cerkev Nanebevstoupení Páně                           | Ulucz            | počátek 16. století        | Pobočka Muzea lidových staveb v Sanoku |
|                             | farní řeckokatolická cerkev svatého Jiří                             | Jurowce          | 1873                       | |
|                             | farní řeckokatolická cerkev Proměny Páně                             | Czerteż          | 1742                       | |
| Trasa II. a, Dynów – Bircza |                                                                      |                  |                            | |
|                             | řeckokatolická cerkev Nanebevstoupení Páně                           | Obarzym          | 1828                       | |
|                             | řeckokatolická cerkev svatého Demetria                               | Piątkowa         | 16. století                | |
|                             | řeckokatolická cerkev Archanděla Michaela                            | Brzeżawa         | 1843                       | |

## Trasa č. III
| Fotografie                              | Objekt                                            | Lokalita (místo) | Vznik objektu              | Poznámka |
| --------------------------------------- | ------------------------------------------------- | ---------------- | -------------------------- | -------- |
|                                         | řeckokatolická cerkev Archanděla Michaela         | Łodyna           | 1862                       |          |
|                                         | farní řeckokatolická cerkev Narození Panny Marie  | Liskowate        | 1832                       |          |
|                                         | řeckokatolická cerkev Narození Bohorodičky        | Wojtkowa         | 1910                       |          |
|                                         | řeckokatolická cerkev Pokrovu přesvaté Bohorodice | Roztoka          | 1936                       |          |
|                                         | řeckokatolická cerkev svatého Demetria            | Kuźmina          | 1814                       |          |
|                                         | kostel Nanebevzetí Panny Marie                    | Średnia Wieś     | druhá polovina 16. století |          |
|                                         | řeckokatolická cerkev svaté Paraskevy             | Stefkowa         | 1840                       |          |
|                                         | řeckokatolická cerkev Pokrovu přesvaté Bohorodice | Równia           | počátek 17. století        |          |
|                                         | cerkev svaté Paraskevy                            | Ustjanowa Górna  | 1792                       |          |
| Trasa č. III a, Ustrzyki Dolne – Chmiel |                                                   |                  |                            |          |
|                                         | řeckokatolická cerkev svatého Mikuláše            | Hoszów           | 1939                       |          |
|                                         | řeckokatolická cerkev svatého Mikuláše            | Rabe             | 1858                       |          |
|                                         | řeckokatolická cerkev Narození Bohorodičky        | Żłobek           | 1830                       |          |
|                                         | řeckokatolická cerkev svatého Demetria            | Czarna           | 1834                       |          |
|                                         | řeckokatolická cerkev Archanděla Michaela         | Bystre           | 1902                       |          |
|                                         | řeckokatolická cerkev Narození Bohorodičky        | Michniowiec      | 1863                       |          |
|                                         | řeckokatolická cerkev svatého Mikuláše            | Polana           | 1790                       |          |
|                                         | řeckokatolická cerkev Archanděla Michaela         | Smolnik          | 1791                       |          |
|                                         | řeckokatolická cerkev svatého Mikuláše            | Chmiel           | 1904                       |          |

## Trasa č. IV
| Fotografie | Objekt                                                   | Lokalita (místo) | Vznik objektu              | Poznámka |
| ---------- | -------------------------------------------------------- | ---------------- | -------------------------- | --- |
|            | Muzeum lidových staveb                                   | Sanok            |                            | Největší polský skanzen, schraňuje historické stavby z oblasti Nízkých Beskyd, Bieszczadů a podkarpatského podhůří |
|            | bývalá řeckokatolická farní cerkev Zesnutí Panny Marie   | Szczawne         | 1888                       | |
|            | filiální řeckokatolická cerkev svatého Mikuláše          | Rzepedź          | 1824                       | |
|            | bývalá řeckokatolická farní cerkev Archanděla Michaela   | Turzańsk         | 1801                       | V současné době filiální cerkev, objekt je zapsán na Seznam světového dědictví UNESCO |
|            | bývalá řeckokatolická farní cerkev Panny Marie           | Komańcza         | 1802, obnovena v roce 2010 | |
|            | řeckokatolická cerkev svatého Onufria                    | Wisłok Wielki    | 1850                       | |
|            | Komplex dřevěných budov se zachovalým půdorysem města    | Jaśliska         |                            | V současné době se rozpadají unikátní dřevěné domy v západní frontě náměstí a jejich majitelé již několik let usilují o jejich rychlou demolici. Polská dispozice ulice vedoucí ke kostelu, která se zachovala dodnes, tak mizí. Nově vzniklá obec chce být moderní, a proto zděná. |
|            | řeckokatolická cerkev Ochránkyně nejsvětější Panny Marie | Chyrowa          | 1780                       | |
|            | řeckokatolická cerkev Předání relikvií svatého Mikuláše  | Olchowiec        | 1934                       | |
|            | řeckokatolická cerkev svatého Kosmy a Damiána            | Krempna          | 1779–1782                  | |
|            | řeckokatolická cerkev svatého Kosmy a Damiána            | Kotań            | 1782                       | |
|            | řeckokatolická cerkev Archanděla Michaela                | Świątkowa Mała   | 1762                       | |
|            | řeckokatolická cerkev Archanděla Michaela                | Świątkowa Wielka | 1757                       | |
|            | bývalá řeckokatolická cerkev Archanděla Michaela         | Pielgrzymka      | 1870–1872                  | V současnosti pravoslavný farní kostel |

## Trasa č. V
| Fotografie                                 | Objekt                                                                                 | Lokalita (místo)         | Vznik objektu              | Poznámka                                             |
| ------------------------------------------ | -------------------------------------------------------------------------------------- | ------------------------ | -------------------------- | ---------------------------------------------------- |
|                                            | řeckokatolická cerkev Zesnutí Panny Marie                                              | Zadąbrowie               | 1660                       |                                                      |
|                                            | řeckokatolická cerkev Pokrovu přesvaté Bohorodice                                      | Miękisz Stary            | 17. století                |                                                      |
|                                            | řeckokatolická cerkev Pokrovu přesvaté Bohorodice                                      | Młyny                    | 17. století                |                                                      |
|                                            | řeckokatolická cerkev Narození Bohorodičky                                             | Chotyniec                | 1615                       | objekt je zapsán na Seznam světového dědictví UNESCO |
|                                            | řeckokatolická cerkev Narození Bohorodičky                                             | Stubienko                | 1849                       |                                                      |
|                                            | cerkev svatého Basila (svatý Basileios Velký)                                          | Leszno (dříve Poździacz) | 1737                       |                                                      |
|                                            | farní kostel svatých Petra a Pavla                                                     | Medyka                   | 1607                       |                                                      |
| Trasa č. V a, Přemysl – Kalwaria Pacławska |                                                                                        |                          |                            |                                                      |
|                                            | řeckokatolická cerkev Nanebevstoupení Páně                                             | Kruhel Wielki            | první polovina 17. století |                                                      |
|                                            | dřevěná zvonice u zděné řeckokatolické cerkve                                          | Prałkowce                | 1842                       |                                                      |
|                                            | řeckokatolická cerkev Chrám Panny Marie                                                | Kormanice                | 1922                       |                                                      |
|                                            | dřívější řeckokatolická cerkev Zmrtvýchvstání Páně a Neposkvrněného početí Panny Marie | Młodowice                | 1923                       |                                                      |
|                                            | Drobné dřevěné stavby ve vesnici poblíž františkánského klášterního komplexu           | Kalwaria Pacławska       |                            |                                                      |

## Trasa č. VI
| Fotografie                             | Objekt                                                        | Lokalita (místo) | Vznik objektu     | Poznámka                                             |
| -------------------------------------- | ------------------------------------------------------------- | ---------------- | ----------------- | ---------------------------------------------------- |
|                                        | řeckokatolická cerkev Neposkvrněného početí Panny Marie       | Borchów          | 1781              |                                                      |
|                                        | řeckokatolická cerkev Panny Marie Ochránkyně                  | Stare Oleszyce   | 1787              |                                                      |
|                                        | řeckokatolická cerkev Povýšení svatého Kříže                  | Dachnów          | 1864              |                                                      |
|                                        | řeckokatolická cerkev svatého Demetria                        | Cewków           | 1840              |                                                      |
|                                        | řeckokatolická cerkev Archanděla Michaela                     | Moszczanica      | 1713              |                                                      |
|                                        | řeckokatolická cerkev Narození Bohorodičky                    | Kowalówka        | 1767              |                                                      |
|                                        | řeckokatolická cerkev Narození Panny Marie                    | Gorajec          | konec 16. století |                                                      |
|                                        | řeckokatolická cerkev Pokrovu přesvaté Bohorodice             | Chotylub         | 1888              |                                                      |
|                                        | řeckokatolická cerkev svaté Paraskevy                         | Nowe Brusno      | 1713              |                                                      |
|                                        | řeckokatolická cerkev svaté Paraskevy                         | Łówcza           | 1808              |                                                      |
|                                        | cerkev Panny Marie Ochránkyně                                 | Wola Wielka      | 1755              |                                                      |
|                                        | řeckokatolická cerkev svaté Paraskevy                         | Radruż           | 1583              | objekt je zapsán na Seznam světového dědictví UNESCO |
| Trasa č. VI a, Lubaczów – Wielkie Oczy |                                                               |                  |                   |                                                      |
|                                        | zvonice z vyhořelé řeckokatolické cerkve Narození Panny Marie | Opaka            | 1756              |                                                      |
|                                        | řeckokatolická cerkev svatého Demetria                        | Szczutków        | 1904              |                                                      |
|                                        | řeckokatolická cerkev svatého Demetria                        | Łukawiec         | 1701              |                                                      |
|                                        | římskokatolický kostel Zjevení Páně                           | Łukawiec         | 1756              |                                                      |
|                                        | řeckokatolická cerkev svatého Mikuláše                        | Wielkie Oczy     | 1925              |                                                      |
| Spojovací trasa Převorsk – Lubaczów    |                                                               |                  |                   |                                                      |
|                                        | řeckokatolická cerkev Zesnutí Bohorodičky                     | Rudka            | 1693              |                                                      |

## Trasa č. VII
| Fotografie                                       | Objekt                                                           | Lokalita (místo) | Vznik objektu | Poznámka                                    |
| ------------------------------------------------ | ---------------------------------------------------------------- | ---------------- | --- | ------------------------------------------- |
|                                                  | Původní kostel svatého Jakuba Staršího                           | Krzemienica      | 1750 |                                             |
|                                                  | kostel svatého Jana Křtitele                                     | Sonina           | polovina 17. století |                                             |
|                                                  | skanzen                                                          | Markowa          | Historický statek, který se skládá ze selské chalupy, chalupa chudého rolníka, hrázděné stáje, stodoly, kůlny pro voly, větrného mlýna a kovárny – bohatě vybavený artefakty. |                                             |
|                                                  | řeckokatolická cerkev svatého Mikuláše                           | Krzeczowice      | 17. století |                                             |
|                                                  | farní kostel Všech Svatých                                       | Siennów          | 1776 |                                             |
|                                                  | soubor staveb se zachovaným maloměstským prostorovým uspořádáním | Pruchnik         | |                                             |
|                                                  | řeckokatolická cerkev svatého Demetria                           | Tyniowice        | 1709 |                                             |
|                                                  | dříve řeckokatolická cerkev                                      | Chłopice         | 1761 | Od roku 1788 kostel Nanebevzetí Panny Marie |
|                                                  | farní kostel svaté Marie Magdaleny                               | Nowosielce       | 1595 |                                             |
|                                                  | filiální kostel svatého Šebestiána                               | Kosina           | 1737 |                                             |
|                                                  | zámecký komplex v lesním prostředí Julin                         | Wydrze           | 1880 |                                             |
| Spojovací trasa s trasou č. II sanocko–dynovskou |                                                                  |                  | |                                             |
|                                                  | dřívější farní kostel svaté Kateřiny                             | Bachórzec        | 1760 |                                             |

## Trasa č. VIII
| Fotografie | Objekt                             | Lokalita (místo) | Vznik objektu              | Poznámka                             |
| ---------- | ---------------------------------- | ---------------- | -------------------------- | ------------------------------------ |
|            | farní kostel svatého Jana Křtitele | Załęże           | 1760                       |                                      |
|            | farní kostel Proměny Páně          | Osiek Jasielski  | 1419                       | Jeden z nejstarších kostelů v Polsce |
|            | farní kostel svaté Doroty          | Trzcinica        | 1551                       |                                      |
|            | farní kostel svaté Anny            | Święcany         | 1520                       |                                      |
|            | farní kostel svatého Stanislava I. | Jodłowa          | 1679                       |                                      |
|            | farní kostel svatého Bartoloměje   | Łęki Górne       | 1484                       |                                      |
|            | farní kostel svatého Mikuláše      | Brzeziny         | druhá polovina 15. století |                                      |
|            | farní kostel svaté Kateřiny        | Gogołów          | 1972                       |                                      |
|            | farní kostel svatého Mikuláše      | Lubla            | 16. století                |                                      |
|            | kostel svatého Martina             | Szebnie          | 1605                       |                                      |

## Trasa č. IX
| Fotografie | Objekt                                             | Lokalita (místo) | Vznik objektu | Poznámka |
| ---------- | -------------------------------------------------- | ---------------- | ------------- | --- |
|            | kostel svaté Anny                                  | Zaklików         | 1580          | |
|            | kostel svatého Floriána                            | Stalowa Wola     | 1802          | Přenesený z lokality Stany                                                                                          |
|            | kostel Panny Marie Sněžné                          | Zarzecze         | 1720          | |
|            | hřbitovní kaple                                    | Zarzecze         |               | |
|            | farní kostel svatého Jana Křtitele a svaté Barbory | Ulanów           | 1643          | |
|            | filiální kostel Svaté Trojice                      | Ulanów           | 1690          | |
|            | filiální kostel Narození Panny Marie               | Krzeszów         | 1727          | |
|            | filiální kostel (dříve špitální) Proměny Páně      | Cmolas           | 1674          | |
|            | kostel svatého Stanislava I.                       | Poręby Dymarskie | 1656          | |
|            | Etnografický park – Muzeum lidové kultury          | Kolbuszowa       |               | Stavby Lasowiaků a Rzeszowiaků –etnografických skupin žijících ve střední a severní části Podkarpatského vojvodství |
|            | farní kostel svatého Vojtěcha                      | Gawłuszowice     | 1677          | |

Mnoho dřevěné objekty jsou kulturními památkami a jsou zapsány v Seznamu nemovitých památek Podkarpatského vojvodství (Rejestr zabytków nieruchomych – województwo podkarpackie).